# Sucha Poduchowna
Sucha Poduchowna – wieś w województwie mazowieckim, powiecie radomskim, w gminie Pionki.
Wieś wchodzi w skład sołectwa Sucha.
W latach 1975–1998 miejscowość należała administracyjnie do województwa radomskiego.
Wierni Kościoła rzymskokatolickiego należą do parafii św. Idziego w Suchej.